# Панколе (Сијена)
Панколе је насеље у Италији у округу Сијена, региону Тоскана.
Према процени из 2011. у насељу је живело 105 становника. Насеље се налази на надморској висини од 272 м.